# VSL International (entreprise)
Pour les articles homonymes, voir VSL.
VSL International est une entreprise de construction, spécialisée dans la précontrainte (ajout de câbles d’acier au béton) et l’haubanage (câbles de soutien des grands ponts).
VSL a été fondée en 1954, est basée en Suisse et est une entreprise de Bouygues Construction. La société développe des systèmes propriétaires de précontrainte et d'haubanage.
VSL est la maison-mère d'Infrafor, spécialisée dans l'ingénierie des sols et des fondations.

## Historique
Cette section ne s'appuie pas, ou pas assez, sur des sources secondaires ou tertiaires indépendantes du sujet. Le texte peut contenir des analyses inexactes ou inédites de sources primaires.
Pour l'améliorer, ajoutez-en, ou placez des modèles {{Source secondaire souhaitée}} ou {{Source secondaire nécessaire}} sur les passages mal sourcés. (août 2025)
En 1943, la société suisse Losinger développe son système d'haubanage et commence à construire des ponts à haubans. Le brevet est déposé en 1954 et Vorspann System Losinger (VSL) est créée pour développer cette activité.
Le brevet est utilisé pour la première fois en 1956, pour la construction du Pont des Cygnes à Yverdon en Suisse.
En 1966, VSL lance son système de précontrainte. En 1978, ce système est utilisé pour la construction du pont Liebrüti à Kaiseraugst en Suisse.
Au cours des années 1970, VSL se développe à l'international. En 1991, elle est intégrée à Bouygues Construction via le rachat de Losinger.
En 2001, elle se diversifie dans l'ingénierie des sols et des fondations via sa filiale Infrafor.

## Activités
Le siège social de VSL est situé à Berne, où l'entreprise a été fondée. Elle opère dans une trentaine de pays, principalement en Asie, Océanie, Moyen-Orient, Europe et Amérique du Sud. Elle possède 3 sites de production, en Chine, Espagne et Thaïlande.
VSL intervient dans l'ingénierie, la construction, la réparation, l'amélioration et la préservation d'infrastructures de transport (ponts, tunnels), de bâtiments et de sites de production d'énergie.

## Réalisations
Les ouvrages les plus significatifs ou connus auxquels VSL a contribué incluent :
- le pont du Ganter dans le canton du Valais en Suisse (1980) ;
- le pont Tsing Ma à Hong Kong (1994)[1] ;
- le pont (Skybridge) des tours Petronas à Kuala Lumpur en Malaisie (1995)[2] ;
- l'hôtel Burj-al-Arab à Dubaï aux Emirats Arabes Unis (1997)[3] ;
- le pont Wadi Leban à Riyad en Arabie saoudite (1997)[4] ;
- l'ANZ Stadium à Sydney en Australie (1998) ;
- le métro de Dubaï (2006)[5] ;
- l'hôtel Venitian Macao à Macao (2007)[6] ;
- le centre commercial Dubai Mall en 2008[7] ;
- le pont Rạch Miễu au Vietnam (2008)[8] ;
- le pont maritime Bandra-Worli, d'une longueur de 5600 mètres reliant Bandra à Worli en Inde (2009)[9] ;
- le pont d'Incheon en Corée du Sud (2009) ;
- le pont de Stonecutters à Hong Kong (2009) ;
- le deuxième pont Sir Leo Hielscher à Brisbane en Australie (2010)[10] ;
- le hissage du pont supérieur du complexe commercial et hôtelier Marina Bay Sands à Singapour (2010)[11] ;
- le pont Hodariyat à Abou Dabi, Emirats Arabes Unis (2012)[12] ;
- le pont de Baluarte au Mexique (plus haut pont à haubans au monde) (2012)[13],[14] ;
- le viaduc de Newmarket à Auckland (Nouvelle-Zélande) (2012) ;
- le pont à haubans du métro de Bombay en Inde (2012) ;
- le terminal des navires de l'aéroport international Kai Tak à Hong Kong (2013) ;
- le nouveau pont du Forth en Écosse (2017) ;
- le viaduc de la ligne 4 du métro de Santiago, (Chili) ;
- le double pont à haubans de l'Industrial Ring Road à Bangkok (Thaïlande)[15] ;
- le double viaduc West Rail à Hong Kong ;
- le pont de Tran Thi Ly au Vietnam ;
- le pont de Kisosansen au Japon[7],[16].